# Districte Nervión
El districte Nervión és un dels onze districtes en què està dividida a efectes administratius la ciutat de Sevilla, capital de la comunitat autònoma d'Andalusia, a Espanya.
Està situat a l'àrea central del municipi. Limita al sud amb el districte Sur; a l'est, amb el districte Cerro-Amate; al nord amb el districte de San Pablo-Santa Justa; i a l'oest amb el de Casco Antiguo.

## Barris
- Nervión
- San Bernardo
- Huerta del Pilar
- La Florida
- La Buhaira
- La Calzada
- San Roque
- Ciudad Jardín[1]